# Ronno
Ronno ist eine französische Gemeinde mit 650 Einwohnern (Stand: 1. Januar 2022) im  Département Rhône in der Region Auvergne-Rhône-Alpes. Sie gehört zum Arrondissement Villefranche-sur-Saône, zum Kanton Thizy-les-Bourgs (bis 2015: Kanton Amplepuis) und ist Mitglied im Gemeindeverband L’Ouest Rhodanien. 

## Geographie
Ronno liegt rund 45 Kilometer nordwestlich von Lyon und etwa 26 Kilometer westnordwestlich von Villefranche-sur-Saône. Ganz im Nordwesten der Gemeinde befindet sich ein kleiner Teil des (künstlichen) Sees Lac des Sapins. Umgeben wird Ronno von den Nachbargemeinden Cublize im Norden, Saint-Just-d’Avray und Saint-Appolinaire im Osten, Valsonne im Süden und Südosten, Amplepuis im Süden und Südwesten sowie Saint-Jean-la-Bussière im Westen und Nordwesten.

## Bevölkerungsentwicklung
| Jahr                       | 1962 | 1968 | 1975 | 1982 | 1990 | 1999 | 2006 | 2013 |
| Einwohner                  | 546  | 466  | 429  | 530  | 544  | 596  | 598  | 620  |
| Quellen: Cassini und INSEE |      |      |      |      |      |      |      |      |

## Sehenswürdigkeiten

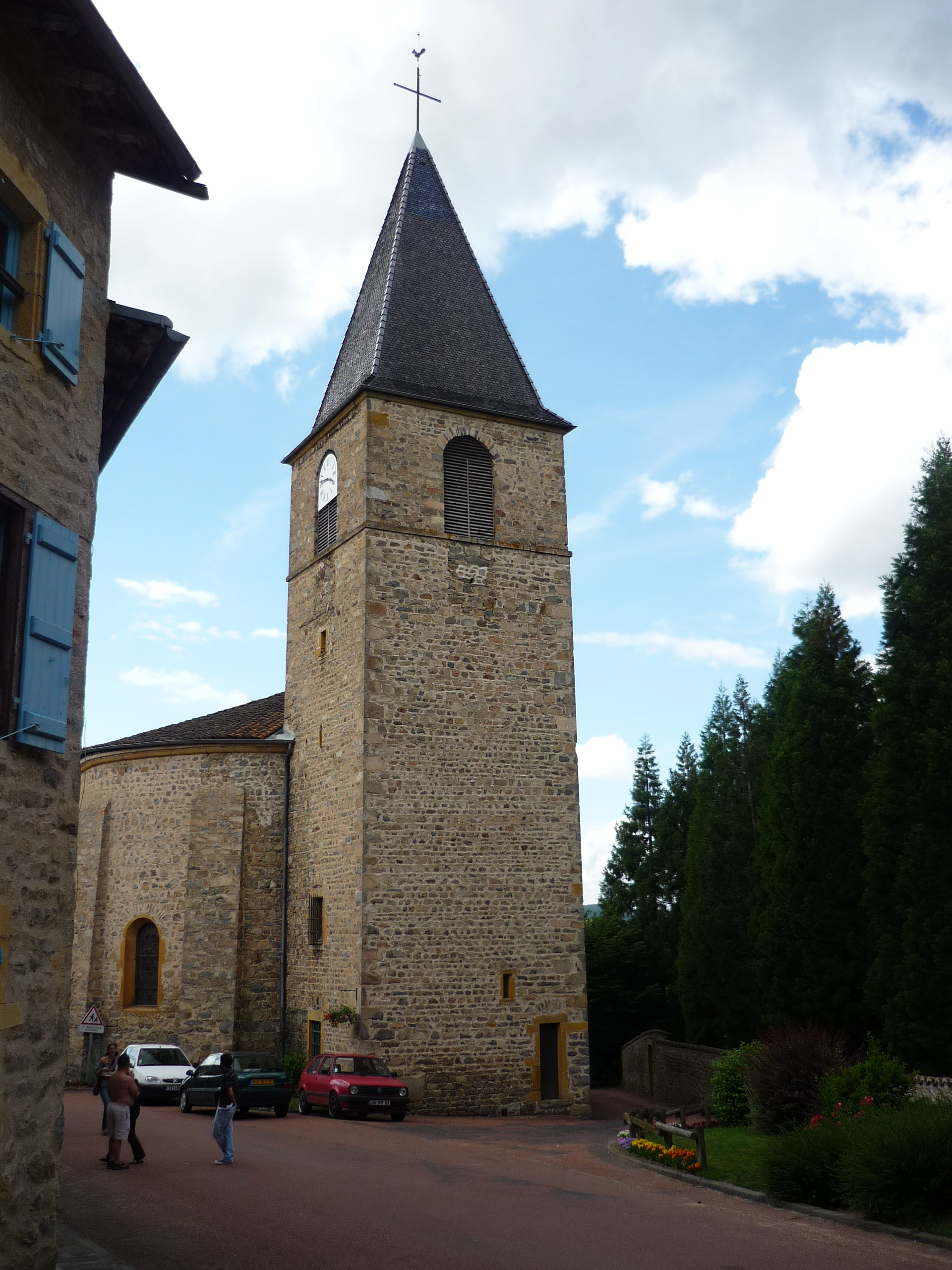
Kirche Saint-Martin
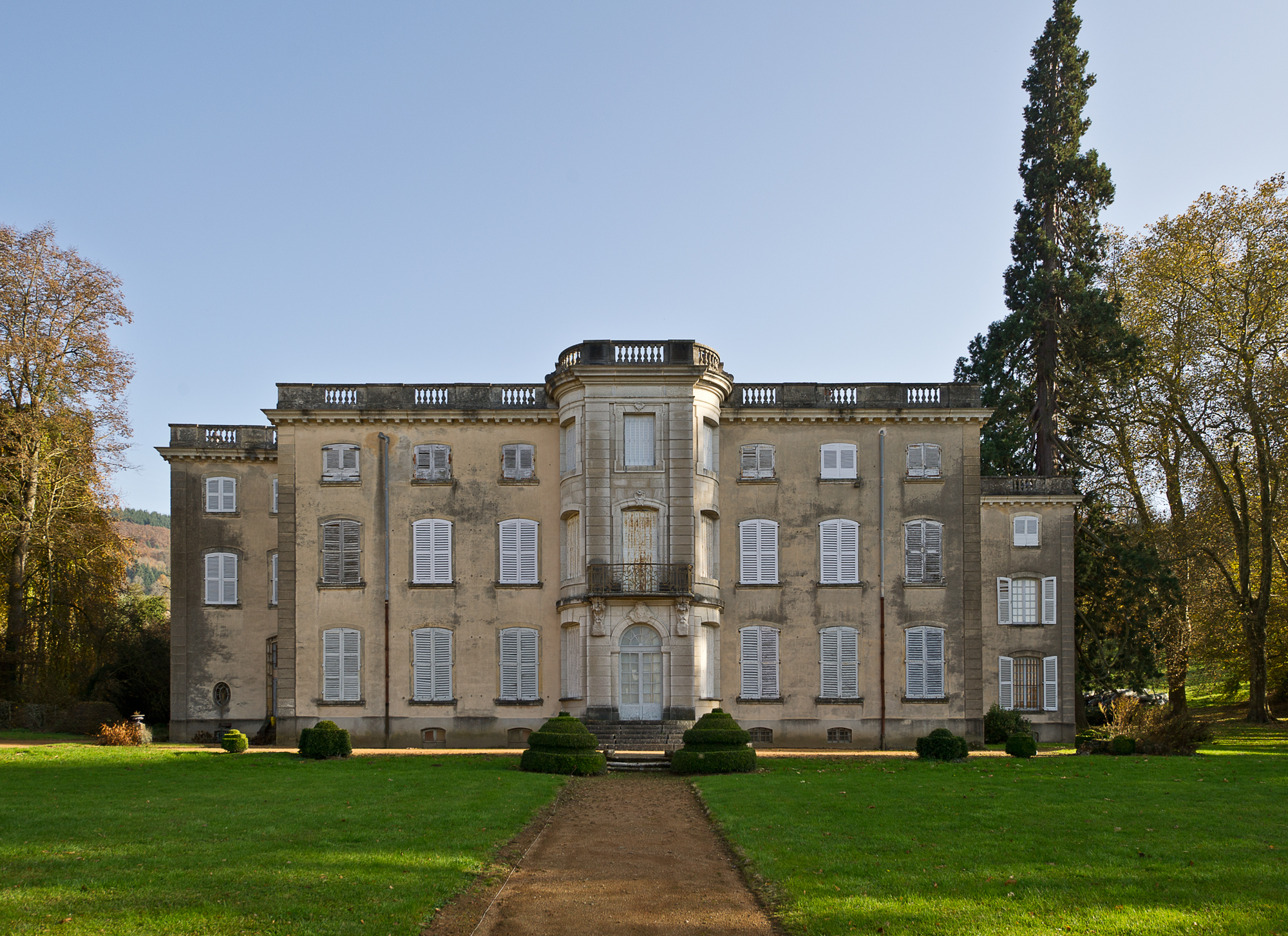
Schloss Ronno, Monument historique
- Chapelle Dumas

- Kirche
Saint-Martin
- Schloss Ronno